# Ed Sarkesian
Ed Sarkesian (* 1. August 1917; † 9. Januar 2007) war ein US-amerikanischer Clubbesitzer, Konzertveranstalter und Musikmanager, der in den 1950er-Jahren in Detroit den Nachtclub Rouge Lounge und national die Tourneereihe Jazz for Moderns betrieb.

## Rouge Lounge
Die seit 1952 von Tom und Ed Sarkesian als Nachtclub betriebene Rouge Lounge (1937 S. Schaefer Road, im Karree zwischen West Jefferson Avenue und S. Fort Street) im Viertel River Rouge Detroits gelegen, befand sich etwa 15 km außerhalb des industriellen Zentrums der Stadt; er war eine Kombination aus Jazzclub und Bowlingbahn; er gehörte nach Ansicht der Detroiter Musikhistoriker Bjorn und Gallert zu den bekannten Spielstätten des Modern Jazz der 1950er-Jahre in Detroit. 1953 hatten die Betreiber des Clubs die Lizenz bekommen, auch afroamerikanisches Publikum einzulassen. Zu den auftretenden Musikern gehörten Detroiter Musiker wie der Gitarrist Kenny Burrell und seine Four Sharps (1954/55) bei den montäglichen Jamsessions und der Pianist Barry Harris  zunächst als Solist, 1956/57 mit seinem Quartett. 1953 spielte dort der junge John Coltrane als Mitglied der Band von Johnny Hodges.
Im Rouge Lounge traten landesweit bekannte Musiker wie Serge Chaloff, Chet Baker, Terry Gibbs/Terry Pollard, das Dave Brubeck Quartet, Gerry Mulligan, Dizzy Gillespie, Stan Getz, Bud Powell, Carmen McRae, das Clifford Brown/Max Roach Quintett, J. J. Johnson, Sonny Stitt und das Australian Jazz Quintet auf. Nach Ansicht von  Martin T. Williams in Jazz in Its Time gab der Club den aufstrebenden lokalen Musikern Gelegenheit, mit gastierenden Stars zu arbeiten; so spielte Barry Harris dort mit Lee Konitz  oder Lester Young.
Für kurze Zeit gab es auch Radioübertragungen aus dem Rouge; 1954 übertrug die Station WXYZ ein halbstündiges Jazz at the Rouge Programm. 1957 gab Ed Sarkesian das Management des Clubs an Peter und Augie Evangelista ab, die ihn noch ein weiteres Jahr betrieben, bevor er aus ökonomischen Gründen endgültig schloss.

## Tätigkeiten als Tourneeveranstalter und Manager
1958 und 1959 veranstaltete Sarkesian jeweils vierwöchige Tourneen, die die USA abdeckten, unter dem Motto Jazz for Moderns, an denen Musiker wie Sonny Rollins, Maynard Ferguson, Anne Marie Moss, Chico Hamilton und Eric Dolphy beteiligt waren und Leonard Feather als Konferenzier verpflichtet wurde. 1959 versuchte Sarkesian sich auch als Festivalveranstalter und  initiierte das American Jazz Festival in Detroit, bei dem neben lokalen Gruppen Jazzgrößen wie Duke Ellington, Dave Brubeck, Ahmad Jamal, Thelonious Monk, Max Roach, Jack Teagarden und Maynard Ferguson spielten. Trotz wohlwollender Besprechungen in der nationalen Jazzpresse – etwa von Ira Gitler – gelang es jedoch nur noch ein weiteres Jahr, dieses Festival in Detroit zu veranstalten. Mit George Wein und Al Grossman gründete Sarkesian 1960 einen nationalen Verband, um die Aktivitäten mehrerer Veranstalter zu koordinieren und besser zu promoten. Im selben Jahr war er Co-Produzent des Newport Jazz Festival. Die Unruhen um das Newport Jazz Festival machten die Pläne, weitere Jazzfestivals zu begründen, sehr schwierig, und Wein zog sich 1961 aus dieser gemeinsamen Production and Management Association wieder zurück.
In den 1960er-Jahren wandte sich Sarkesian gemeinsam mit Grossman, der das Vokaltrio Peter, Paul and Mary und kurze Zeit den jungen Bob Dylan managte, der Folkmusik zu. So organisierte er die Tourneen des Kingston Trio durch den Mittleren Westen.
Sarkesian starb in der ersten Januarwoche 2007.